# أنغوس ديتون
أنغوس ستوارت ديتون (بالإنجليزية: Angus Stewart Deaton)‏ هو اقتصادي جزئي اسكتلندي بريطاني ولد في يوم 19 أكتوبر 1945 في مدينة أدنبرة عاصمة اسكتلندا في المملكة المتحدة، فاز سنة 2015 بجائزة نوبل في العلوم الاقتصادية لـ «تحليله للاستهلاك والفقر والرفاهية» وهو خريج جامعة كامبريدج.

## روابط خارجية
- أنغوس ديتون على موقع IMDb (الإنجليزية)
- أنغوس ديتون على موقع الموسوعة البريطانية (الإنجليزية)
- أنغوس ديتون على موقع مونزينجر (الألمانية)